# هيو غوثري (سياسي)
هيو غوثري هو سياسي أسترالي، ولد في 2 يوليو 1910 في ضاحية لافيرتون في أستراليا، وتوفي في 28 يناير 2000 في Midland, Western Australia ‏ في أستراليا. نشط حزبياً في حزب أستراليا الليبرالي. وقد انتخب عضو الجمعية التشريعية لأستراليا الغربية ‏.